# Rex Ingram (aktor)
Rex Ingram (ur. 20 października 1895 w Cairo, zm. 19 września 1969 Los Angeles Kalifornia) – amerykański aktor.

## Życiorys
Urodził się w Cairo w Illinois nad Missisipi jako syn Mamie i Macka Ingramów. W 1919 ukończył szkołę medyczną na Northwestern University, po czym rozpoczął błyskotliwą karierę aktorską. Ingram zadebiutował na ekranie w erze kina niemego jako afrykański członek plemienia w sensacyjnym filmie przygodowym Tarzan wśród małp (1918) z Elmo Lincolnem. Marc Connelly powierzył jemu rolę De Lawda, Adama i Hezdrela w dramacie Zielone pastwiska (The Green Pastures, 1936), przedstawiającym historie biblijne wizualizowane przez czarne postacie, u boku Oscara Polka i Eddiego „Rochestera” Andersona. Grał również na Broadwayu i w produkcjach telewizyjnych.
Zmarł 19 września 1969 Los Angeles w Kalifornii na zawał mięśnia sercowego w wieku 73 lat. Został pochowany w Forest Lawn Memorial Park w Hollywood Hills w Kalifornii.

## Wybrana filmografia

### Filmy
- 1918: Tarzan wśród małp jako afrykański członek plemienia
- 1923: Dziesięcioro przykazań jako izraelski niewolnik
- 1927: Król królów
- 1933: The Emperor Jones jako wołający na dworze
- 1940: Złodziej z Bagdadu jako Djinn
- 1943: Chata w niebie jako Lucyfer Jr. / Lucjusz Ferry
- 1943: Sahara jako sierżant major Tambul
- 1944: Dark Waters jako Pearson Jackson
- 1960: Elmer Gantry jako kaznodzieja
- 1967: Szybki zmierzch jako profesor Thurlow

### Seriale
- 1967–1968: Daktari jako Natoma / wódz Makuba
- 1969: Bill Cosby Show jako George